# Olympische Winterspiele 1988/Teilnehmer (Argentinien)
| Gelbes Symbol für Goldmedaillen mit stilisierten Olympischen Ringen | Graues Symbol für Silbermedaillen mit stilisierten Olympischen Ringen | Braundes Symbol für Bronzemedaillen mit stilisierten Olympischen Ringen |
| ------------------------------------------------------------------- | --------------------------------------------------------------------- | ----------------------------------------------------------------------- |
| —                                                                   | —                                                                     | —                                                                       |

Argentinien nahm an den Olympischen Winterspielen 1988 im kanadischen Calgary mit einer Delegation von 15 Athleten, zehn Männer und fünf Frauen, teil.

## Flaggenträger
Der Skilangläufer Julio César Moreschi trug die Flagge Argentiniens während der Eröffnungsfeier.

## Teilnehmer nach Sportarten

### Biathlon
Herren:
- Luis Argel
10 km: 68. Platz
20 km: 67. Platz
- Alejandro Giró
10 km: 65. Platz
20 km: 64. Platz
- Gustavo Giró
10 km: 70. Platz
20 km: DSQ

### Rodeln
Herren:
- Rubén González
33. Platz

### Ski Alpin
| Damen: - Carolina Birkner Super G: 36. Platz Riesenslalom: 24. Platz Slalom: 22. Platz Kombination: 25. Platz - Magdalena Birkner Riesenslalom: DNF Slalom: DSQ - Carolina Eiras Abfahrt: 27. Platz Super G: 37. Platz Riesenslalom: 25. Platz Slalom: 20. Platz Kombination: 24. Platz - Astrid Steverlynck Abfahrt: 28. Platz Super G: 41. Platz Riesenslalom: DNF Slalom: 24. Platz Kombination: DNF - Mariela Vallecillo Abfahrt: DNF Super G: 39. Platz Kombination: 26. Platz | Herren: - Ignacio Birkner Super G: DSQ Riesenslalom: 46. Platz Slalom: DNF - Jorge Raúl Birkner Cogan Abfahrt: 44. Platz Super G: 39. Platz Riesenslalom: 45. Platz Slalom: 26. Platz Kombination: 24. Platz - Jorge Carlos Eiras Slalom: DNF - Javier Rivara Abfahrt: 55. Platz Super G: DNF Riesenslalom: 47. Platz Slalom: DSQ Kombination: DNF - Federico van Ditmar Super G: DNF Riesenslalom: DNF |

### Ski Nordisch

#### Langlauf
Herren:
- Julio César Moreschi
15 km: DNF
30 km: 71. Platz
50 km: 59. Platz